# TMC (canal de televisión)
TMC (Télé Monte-Carlo) es un canal de televisión generalista de origen monegasco del Grupo TF1. Su área de transmisión cubre Francia y algunos países vecinos a través de la televisión digital terrestre, cable, satélite e IPTV. 
El canal comenzó sus emisiones el 19 de noviembre de 1954 para Mónaco y la Costa Azul, pero en la década de 1980 llegó a un acuerdo con el gobierno francés para ampliar su señal hasta Montpellier, convirtiéndose en una alternativa a la televisión pública gala. Desde entonces ha sido una empresa de capital mixto (público y privado) que está controlada por Groupe TF1 desde 2005.
Desde 2016 TMC está participada al 100% por Groupe TF1 a través de su filial Monte Carlo Participations SAS.
TMC es la segunda televisión creada por un microestado europeo después de Telesaar (Sarre, 1953-1958) y una de las primeras televisiones privadas de Europa.
El canal forma parte de la Unión Europea de Radiodifusión en representación de Mónaco, cuya participación está integrada en Groupement de Radiodiffusion monégasque.

## Historia
TMC comenzó sus emisiones el 19 de noviembre de 1954 como «Télé Monte-Carlo», la televisión del Principado de Mónaco con participación del estado francés a través de SOFIRAD. A pesar de que su lanzamiento contravenía el monopolio de la radiodifusión francesa porque Mónaco es un microestado, los gobiernos francés y monegasco llegaron a un acuerdo para limitar su cobertura hasta la Costa Azul. La primera gran retransmisión de TMC para la Unión Europea de Radiodifusión fue la boda del príncipe Rainiero III con la actriz Grace Kelly en 1956.
La cobertura de TMC se mantuvo limitada a Mónaco y alrededores (cualquiera de Menton a Marseille) hasta la década de 1980. La llegada al poder de François Mitterrand y la llegada de la televisión privada facilitó un acuerdo entre Francia y Mónaco para ampliar la señal a todo el sudeste de Francia hasta Montpellier, sumando una audiencia potencial de 3 millones de espectadores. El objetivo de TMC era convertirse en un canal comercial en abierto, por lo que desde 1987 hasta 1989 alquilaron una franja en el canal privado nacional «M6» y en la década de 1990 se hicieron un hueco en la plataforma de satélite CanalSat. A pesar de todo, la inversión no dio el fruto esperado y la situación financiera del canal se complicó cuando SOFIRAD puso a la venta su participación.
El canal tuvo varios propietarios como Ellipse Câble, filial de Canal+ (1993 a 2001) y la productora Pathé (2001 a 2004), con una programación regional y de bajo presupuesto. Después de que el gobierno de Francia concediera a TMC una licencia de televisión digital terrestre nacional en 2005, Pathé vendió su 80% del canal por 50 millones de euros a Groupe TF1 (40%) y AB Groupe (40%). El Principado de Mónaco se quedó con el 20% restante y mantuvo al grupo en la Unión Europea de Radiodifusión. En 2010, TF1 recibió autorización de la Comisión de Competencia para hacerse con el 80% de la sociedad. El 9 de junio de 2016, el grupo TF1 se convirtió en el único propietario del canal al adquirir el 20 % que poseía el Principado de Mónaco.
Desde entonces, TMC ha funcionado como una señal alternativa a TF1 —el canal con más audiencia de Francia—, especializándose en series y ficción. Se han mantenido los informativos sobre Mónaco.

## Programación
Télé Monte Carlo emite gran variedad de programas, incluyendo importaciones de otros países. También emite muchos contenidos como informativos o programas de entrevistas. Algunos de ellos son:
SUD: Un programa cultural orientado a Mónaco y el sur de Francia, que se emite todos los domingos.
Monacoscope: un programa que informa de las últimas noticias políticas, de deportes y de la monarquía de Mónaco.
Notre région: un magacín informativo enfocado en la política, cultura y las noticias economícas de la región Francesa de Provenza-Alpes-Costa Azul...
Télé Monte Carlo era la televisión responsable de la participación de Mónaco en el Festival de Eurovisión hasta que dejó de participar en el año 2006. 

### Series
Las series de ficción suponen una gran parte de la oferta televisiva de TMC, algunas de ellas son:
Series Estadounidenses
- 'xAgence tous risques
- Alerte à Malibu
- American Wives
- Angel
- Arabesque
- Close to Home
- Dawson
- Dragnet
- Esprits criminels
- Gotham
- Las Vegas
- Les Dessous de Palm Beach
- Les Experts
- Les Experts: Manhattan
- Les Experts: Miami
- Life
- Lost
- MacGyver
- Melrose Place
- Monk
- New York, police judiciaire
- New York, section criminelle
- Pacific Blue
- Preuve à l'appui
- Psych: Enquêteur malgré lui
- Rick Hunter
- Saving Grace
- Sept à la maison
- Terminator: Les Chroniques de Sarah Connor
- Walker, Texas Ranger

Series británicas
- Downton Abbey
- Hércules Poirot
- Londres, police judiciaire
- Miss Marple
- Rosemary & Thyme
- Les Aventures de Sherlock Holmes
- The Musketeers

Series Alemanas
- Alerte Cobra
- Balko

## Organización

### Dirigentes
- Presidente: Jean Pastorelli (desde el 14 de septiembre de 2011)
- Vicepresidente: Nonce Paolini (desde junio de 2010)
- Director general: Céline Nallet (desde el 11 de septiembre de 2015)
- Responsable de programación: Pascal Fuchs (desde 2006)
- Responsable de comunicación y marketing: Karine Martin Laprade (desde junio de 2010)

### Capital
En 2016 y tras la compra por parte del Grupo TF1 (que ya poseía el 80% de la sociedad propietaria del canal) del 20% restante en manos del Gobierno de Mónaco, el grupo francés pasa a controlar el 100% de Monte Carlo Participations SAS y la convierte en una filial del grupo.

### Ubicación
La ubicación original de los estudios de Télé Monte-Carlo estaban situados en el segundo piso del edificio de RMC en el boulevard Princesse Charlotte en Montecarlo, Mónaco. En 2001 se trasladó a Quai Antoine Ier en el puerto de Mónaco, una localización más adecuada para sus actividades.
TMC dispone también de oficinas en París desde 2001 localizada en el boulevard de Pereire en el XVII arrondissement de París, antigua ubicación de La Cinq. también dispone de los estudios de TF1 en Boulogne-Billancourt desde 2005.

## Audiencias
|      | Enero  | Febrero | Marzo  | Abril  | Mayo   | Junio  | Julio  | Agosto | Septiembre | Octubre | Noviembre | Diciembre | Media Anual |
| ---- | ------ | ------- | ------ | ------ | ------ | ------ | ------ | ------ | ---------- | ------- | --------- | --------- | ----------- |
| 2005 |        |         |        |        |        |        |        |        |            |         |           |           |             |
| 2006 |        |         |        |        |        |        |        |        |            |         |           |           |             |
| 2007 |        |         |        |        | 10,2 % | 10,4 % | 10,2 % | 10,4 % | 10,2 %     | 10,4 %  | 10,5 %    | 10,7 %    | 10,4 %      |
| 2008 | 10,7 % | 2,0 %   | 10,0 % | 10,0 % | 10,1 % | 10,2 % | 10,1 % | 10,0 % | 12,3 %     | 2,3 %   | 12,4 %    | 12,3 %    | 12,1 %      |
| 2009 | 20,4 % | 20,4 %  | 21,4 % | 22,4 % | 21,5 % | 20,6 % | 20,5 % | 20,6 % | 20,6 %     | 2,8 %   | 2,8 %     | 2,9 %     | 2,6 %       |
| 2010 | 3,1 %  | 3,0 %   | 3,2 %  | 3,2 %  | 3,1 %  | 3,2 %  | 3,2 %  | 3,7 %  | 3,6 %      | 3,5 %   | 3,4 %     | 3,2 %     | 3,3 %       |
| 2011 | 3,4 %  | 3,5 %   | 3,2 %  | 3,7 %  | 3,6 %  | 3,6 %  | 3,4 %  | 3,9 %  | 3,7 %      | 3,5 %   | 3,6 %     | 3,4 %     | 3,5 %       |
| 2012 | 3,5 %  | 3,4 %   | 3,6 %  | 3,6 %  | 3,7 %  | 3,6 %  | 3,7 %  | 3,7 %  | 3,7 %      | 3,6 %   | 3,7 %     | 3,7 %     | 3,6 %       |
| 2013 | 3,3 %  | 3,5 %   | 3,6 %  | 3,4 %  | 3,4 %  | 3,7 %  | 3,3 %  | 3,6 %  | 3,1 %      | 3,3 %   | 3,4 %     | 3,5 %     | 3,4 %       |
| 2014 | 3,3 %  | 3,1 %   | 3,2 %  | 3,1 %  | 3,3 %  | 3,0 %  | 3,1 %  | 3,2 %  | 2,9 %      | 3,0 %   | 3,1 %     | 3,2 %     | 3,1 %       |
| 2015 | 2,9 %  | 3,2 %   | 3,3 %  | 3,2 %  | 3,2 %  | 3,1 %  | 2,9 %  | 3,1 %  | 3,1 %      | 3,2 %   | 2,9 %     | 3,0 %     | 3,1 %       |
| 2016 | 2,9 %  | 2,9 %   | 2,8 %  | 2,7 %  | 2,6 %  | 2,8 %  | 2,6 %  | 2,9 %  | 3,1 %      | 3,2 %   | 3,5 %     | 3,3 %     | 3,0 %       |
| 2017 | 3,4 %  | 3,5 %   | 3,4 %  | 3,1 %  | 3,5 %  | 3,5 %  | 2,4 %  | 2,7 %  | 3,1 %      | 3,2 %   | 3,4 %     | 3,2 %     | 3,2 %       |
| 2018 | 2,9 %  | 2,9 %   | 3,0 %  | 3,1 %  | 3,1 %  | 2,9 %  | 2,3 %  |        |            |         |           |           |             |

Fuente : Médiamétrie
Leyenda :
Fondo verde : mejor resultado del año.
Fondo rojo : peor resultado del año.
El récord de audiencia del canal se produjo el 24 de enero de 2017 con la emisión del partido Francia vs Suecia en el mundial de balonmano 2017 con 4.720.000 espectadores y un promedio del 18,1 % de cuota.